# 君は魔術士?
「君は魔術士?」（きみはまじゅつし）は、シャ乱Qの18枚目のシングル。1999年2月17日にBMGファンハウスより発売された。規格品番：BVDR-11014。

## 概要
しゅう脱退後、4人体制で初のシングル。本作はギターのはたけによる作曲・プロデュースであり、ベースも演奏している。前作『愛 Just on my Love』から続き、TBS系のアニメ『魔術士オーフェン』の後期オープニングテーマに使用された。ジャケットにつんくのみ登場、バックジャケットは魔術師オーフェンの描き下ろしイラストである。

## 収録曲
全作曲：はたけ　編曲：シャ乱Q
1. 君は魔術士?
作詞：つんく
2. 力強い足音
作詞：まこと
3. 君は魔術士? （inst.）

## 収録アルバム
- ベストアルバム おまけつき '96〜'99 (#1)
- BEST OF HISTORY (#1)
- GOLDEN☆BEST シャ乱Q (#1,2)